# 坂祝町東館
坂祝町東館（さかほぎちょうひがしかん）は、岐阜県加茂郡坂祝町酒倉にある坂祝町が管理運営する屋内運動場（体育館）である。
坂祝町の条例（坂祝町社会体育施設条例）での名称は東館である。

## 概要
坂祝町社会体育施設の一つである。
前身は1982年（昭和57年）3月27日に開館した坂祝町東部地区多目的研修集会施設である。同時に開館した坂祝町転作促進技術研修会館（通称：西館）に対し、東館の通称で呼ばれていた。
現在の建物は2008年（平成20年）3月に建て替えられたものである。名称の東館は東部地区多目的研修集会施設の通称からである。
利用する場合は事前に団体登録を行ったうえで予約する必要がある。団体登録や施設予約などは、坂祝町中央公民館で行う。

## 施設
- 体育館 - バレーボール、バスケットボール、卓球などの利用が可能。
- 会議室

## 利用案内
- 住所：岐阜県加茂郡坂祝町酒倉770番地8
- 使用可能時間：6:00 - 21:30[6][5]

## 交通アクセス

### 自動車
- 県道207号「酒倉」交差点から市道を北上、約1km。

### 公共交通機関
- JR高山本線 坂祝駅下車、徒歩で約40分。

## 周辺施設
- パジェロ製造跡